# NGC 6975
NGC 6975 = NGC 6976 ist eine Balken-Spiralgalaxie vom Hubble-Typ Sbc im Sternbild Aquarius auf dem Himmelsäquator. Sie ist schätzungsweise 272 Millionen Lichtjahre von der Milchstraße entfernt.
Das Objekt wurde am 12. Juli 1864 von Albert Marth entdeckt.